# 下唇静脉
下唇静脉（英語：inferior labial vein）起自下唇静脉从，汇入面静脉，向下与颏静脉交通并可与对侧下唇静脉相吻合。

## 其他图片

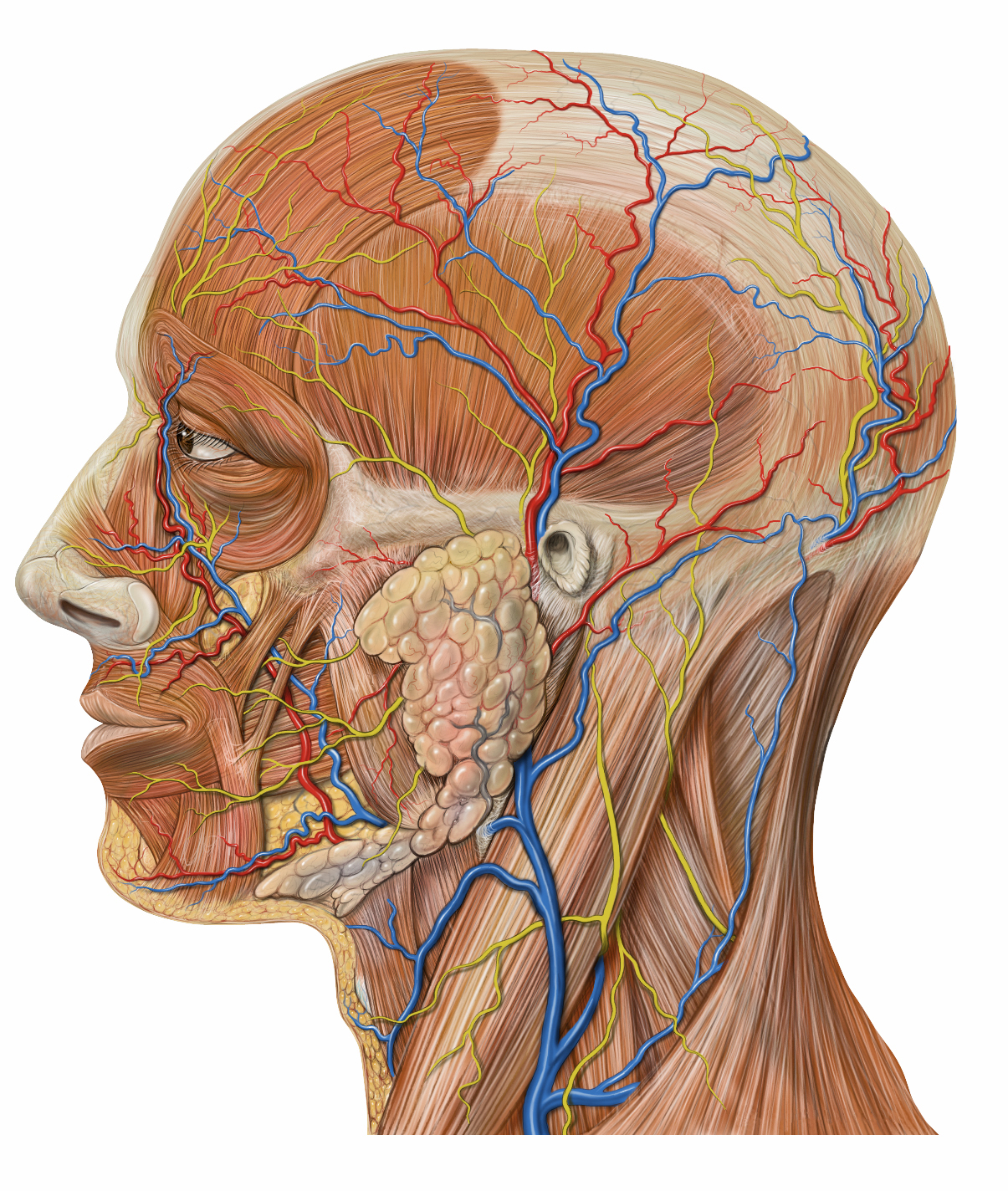
头部侧面解剖细节
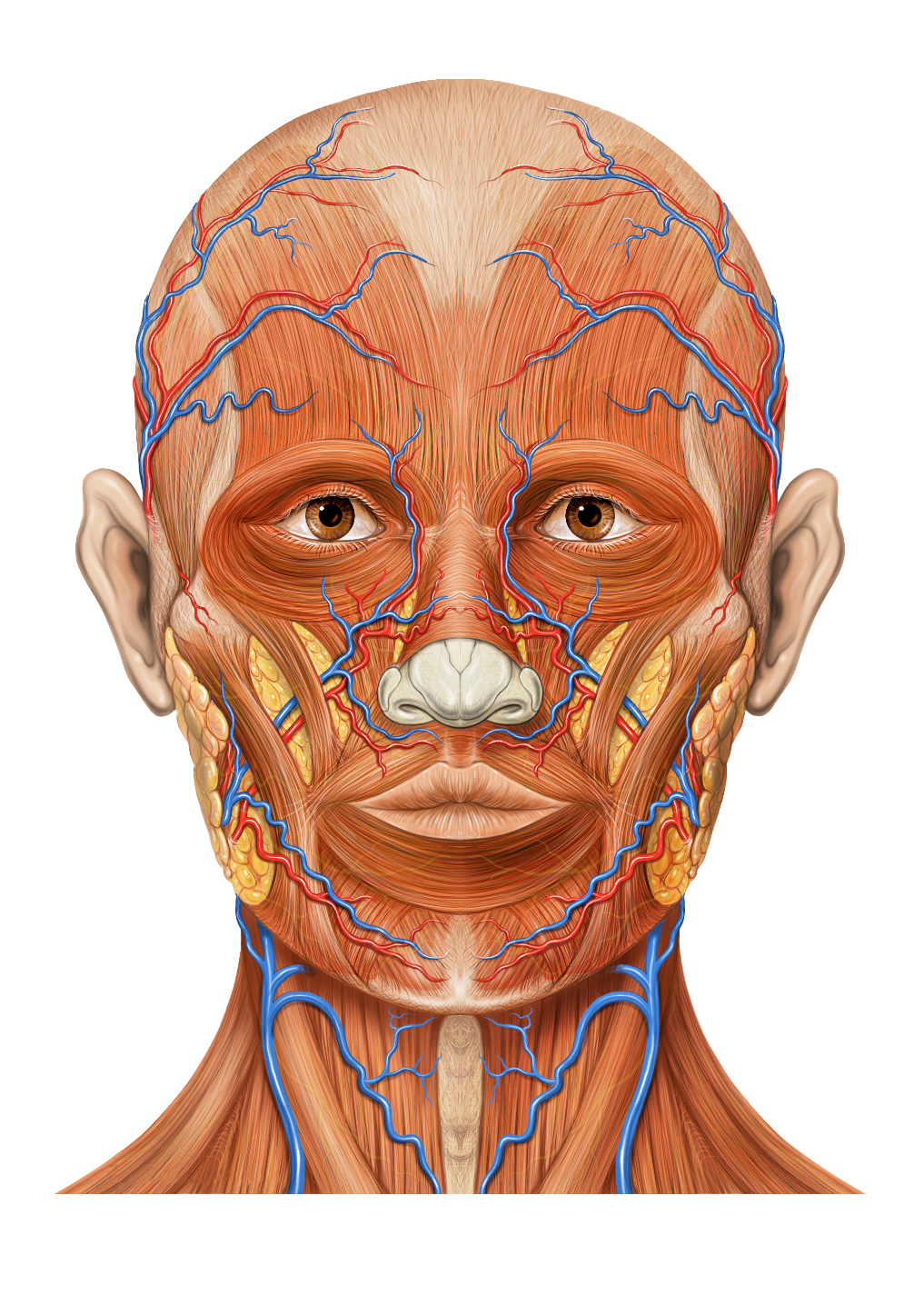
头部解剖前视图